# Ovobulbus bokerella
Ovobulbus bokerella es una especie de araña araneomorfa del género Ovobulbus, familia Oonopidae. Fue descrita por Michael Ilmari Saaristo en 2007.

## Distribución
Esta especie se encuentra en Israel y Sinaí, Egipto.

## Descripción
El macho holotipo mide 1,54 mm y la hembra paratipo 1,64 mm.